# 土电话

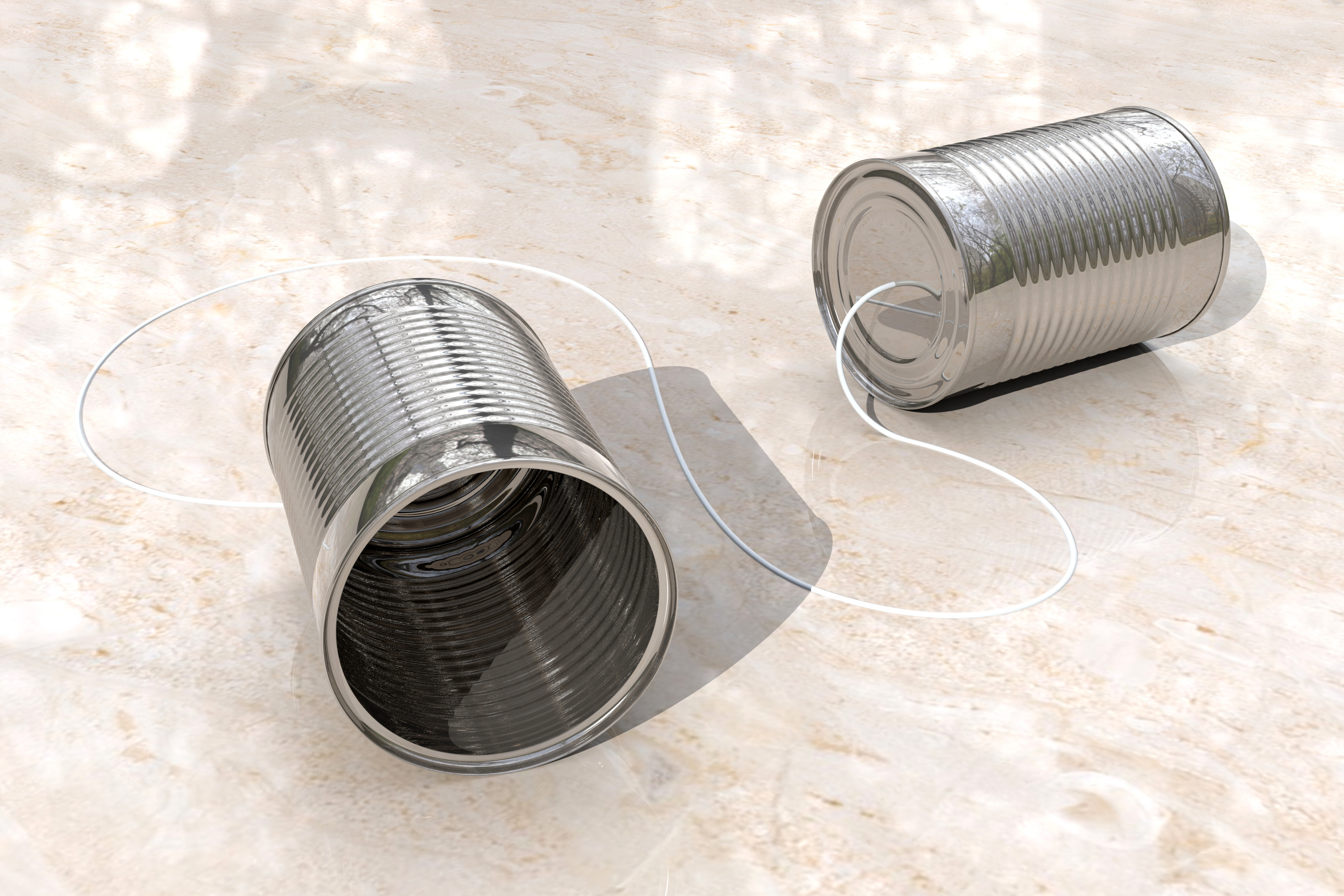
使用纸杯和纱线制作的土电话

土电话是将两个金属罐、纸杯或类似的物体用纱线连接而制成的玩具。声音可以在土电话的两端之间传递，实现与电话基本相同的功能。
从原理上说，它将筒状物中的声音转化成纱线中的振动，传导到另一端再转化成声音，是一种机械形式（不依赖于电）的“电话”。